# 龙爪茅属
龙爪茅属（学名：Dactyloctenium）是禾本科下的一个属，为一年生或多年生草本植物。该属共有约10 种，主要分布于温带地区。
属名Dactyloctenium源于希腊语daktyols（手指）和ktenion（梳子）的合成词，指小穗指状排列于茎顶。